# 明治海山
明治海山（めいじかいざん）は北太平洋の天皇海山群の最も北に位置し、また最も古い海山である。推定8,200万年前に形成され、その頂上は海面下およそ2,000メートル。アメリカの海洋学者ロバート・シンクレア・ディーツにより日本の明治天皇に因んで名づけられた。